# Matija Jama
Matija Jama (Ljubljana, 2 februari 1872 – aldaar, 5 april 1947) was een Sloveens schilder. Jama was naast Rihard Jakopič en Ivan Grohar een van de belangrijke Sloveense impressionisten uit de eerste helft van de 20e eeuw.

## Leven en werk
Jama was een zoon van leerhandelaar Mathija Jama en Agnes Kohar. Hij werd geboren in Laibach in het hertogdom Krain in Oostenrijk-Hongarije, het tegenwoordige Ljubljana in Slovenië. Hij was geïnteresseerd in kunst, maar studeerde op aanraden van zijn familie rechten in Zagreb. Hij maakte de opleiding niet af, maar trok in 1892 naar München, waar hij lessen volgde aan de schilderschool van Simon Hollósy. Terug in Ljubljana maakte hij vanaf 1893 illustraties voor het tijdschrift Dom in Svet die in de smaak vielen. Hij besloot opnieuw naar München te gaan, om te studeren aan de Akademie der Bildenden Künste. Hij maakte de studie niet af. Via Rihard Jakopič kwam hij in aanraking met de school van Anton Ažbe in München. Volgens Jama had Ažbe niet veel invloed op hun schilderkunst, maar hadden Jakopič en hij meer invloed op de school. Hij beschouwde het als een van de leukste periodes in zijn leven. Jama schilderde vooral en plein air landschappen en vedute.
In München leerde Matija Jama de Nederlandse schilderes jkvr. Louise van Raders (1871-1946) kennen. Het stel trouwde in 1902 en kreeg drie kinderen, onder wie componiste Agnes Jama. De familie woonde in Kroatië, Duitsland en Oostenrijk. Vanwege de Eerste Wereldoorlog verhuisde het gezin in 1915 naar Den Haag. Zeven jaar later keerde Jama alleen terug naar Lubljana, dan onderdeel van het koninkrijk der Serven, Kroaten en Slovenen, waar hij -met een aantal onderbrekingen- tot zijn overlijden zou blijven wonen. Hij exposeerde onder meer in Scheveningen (1927), Ljubljana (1931) en tijdens de Biënnale van Venetië (1938). Ter gelegenheid van zijn 70e verjaardag werd in 1942 in de Narodna Galerija, de nationale galerie van Slovenië, een overzichtstentoonstelling gehouden.
In 1938 werd Jama benoemd tot lid van de Sloveense Academie van Wetenschappen en Kunsten. Hij overleed in 1947, op 75-jarige leeftijd. In Ljubljana werd een straat naar hem vernoemd, de Jamova cesta.

## Enkele werken

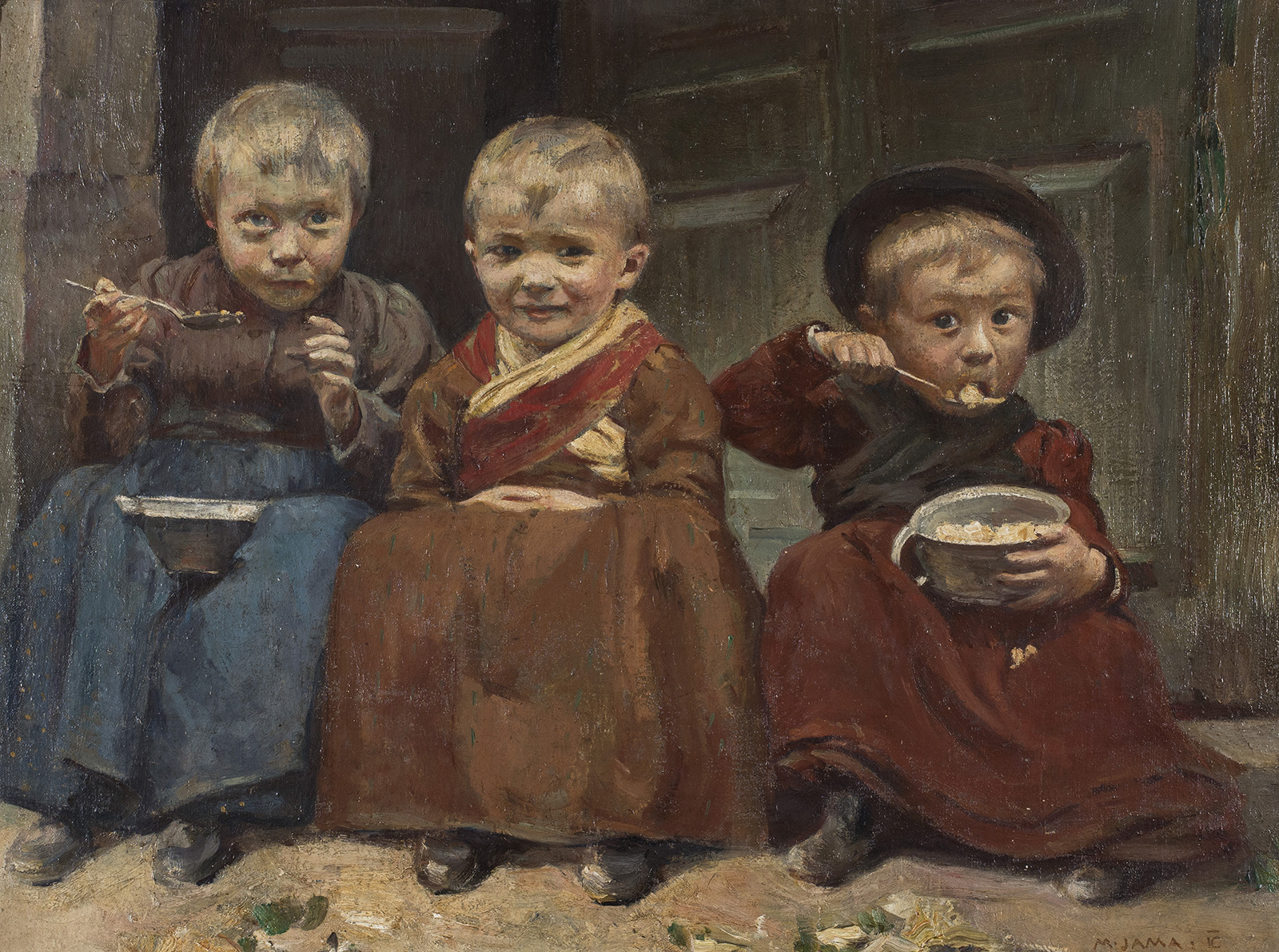
1899 - Pri obedu (vert. Tijdens de lunch)
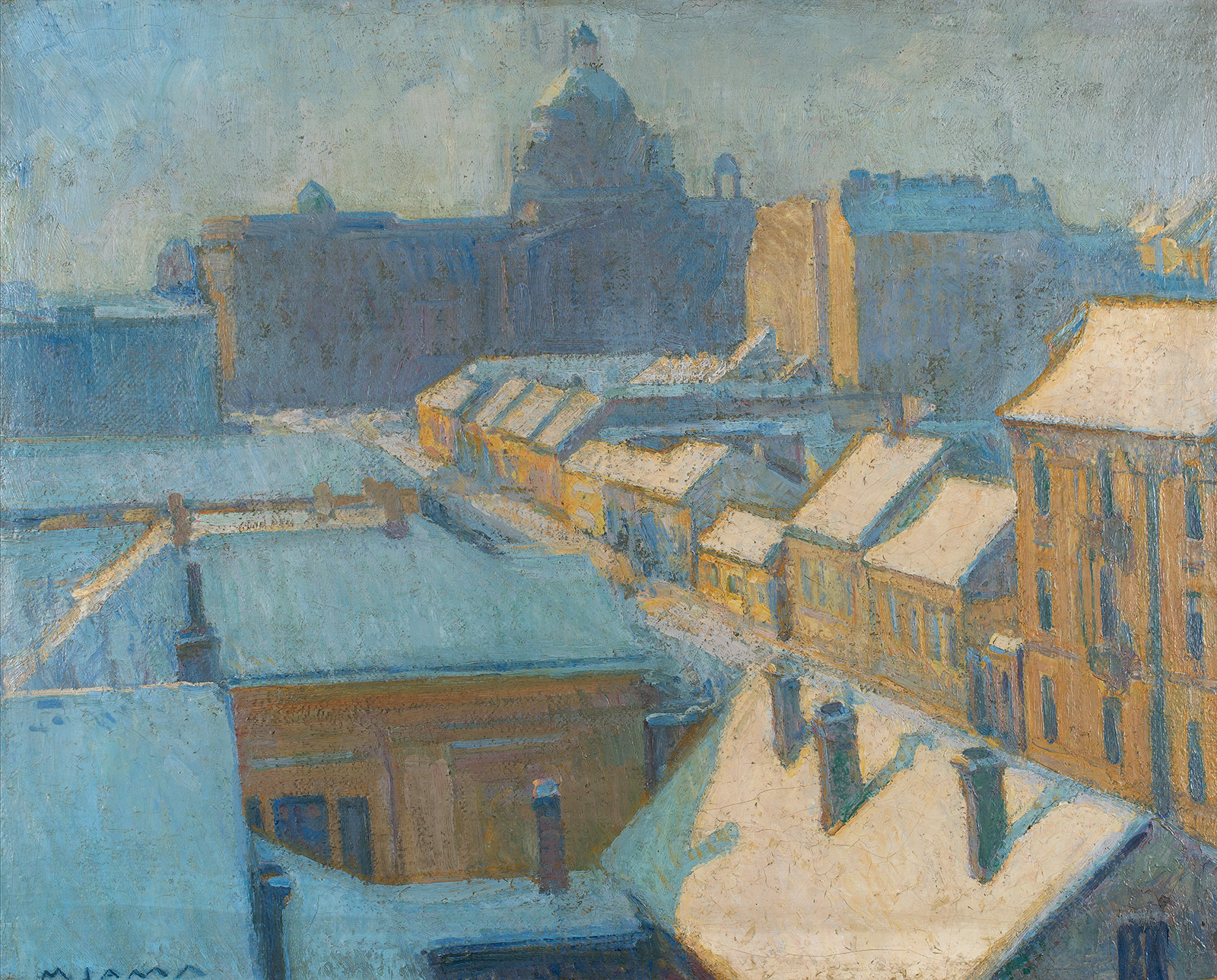
1924 - Beograd pozimi (vert. Belgrado in de winter)
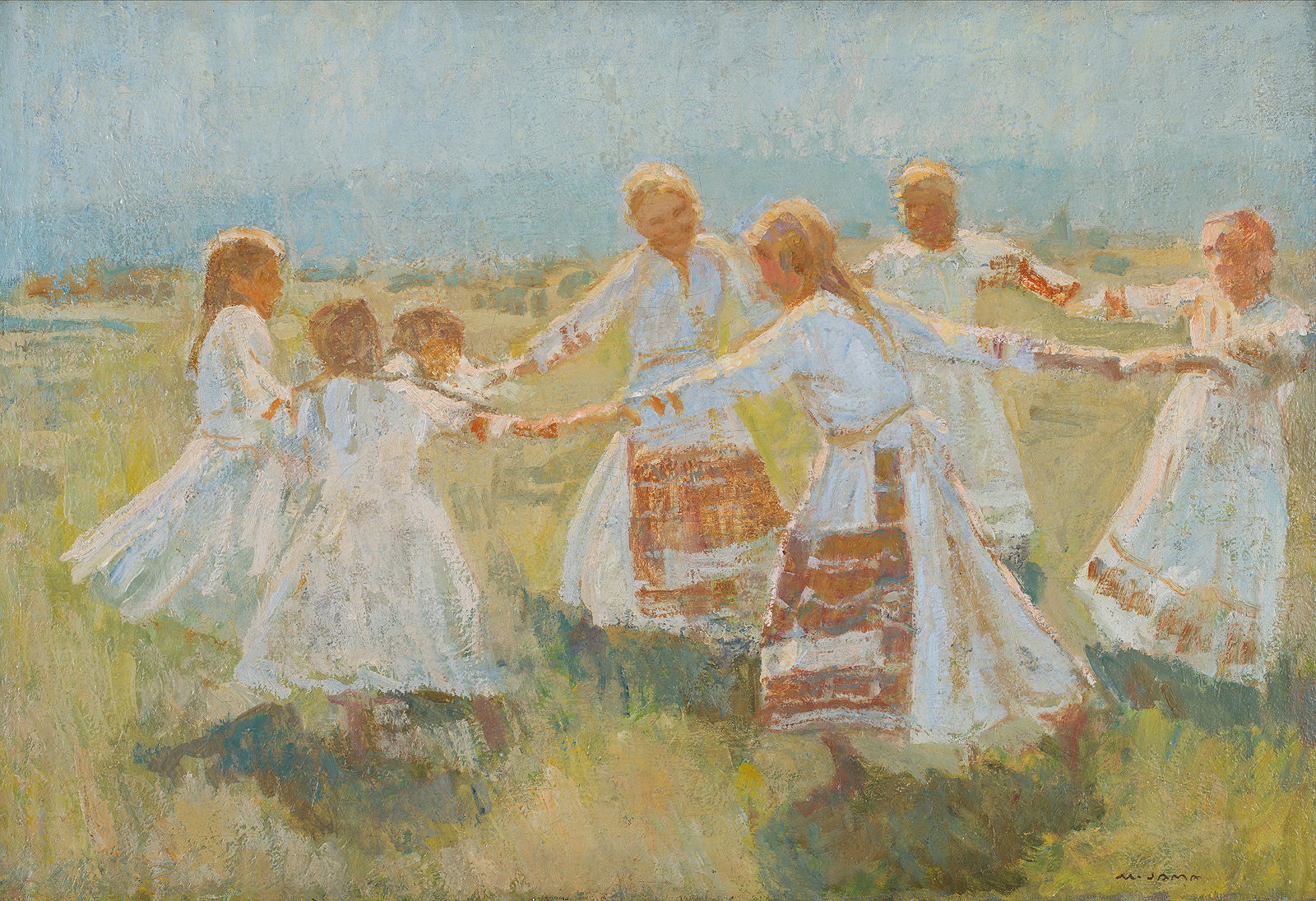
ca. 1935 - Kolo
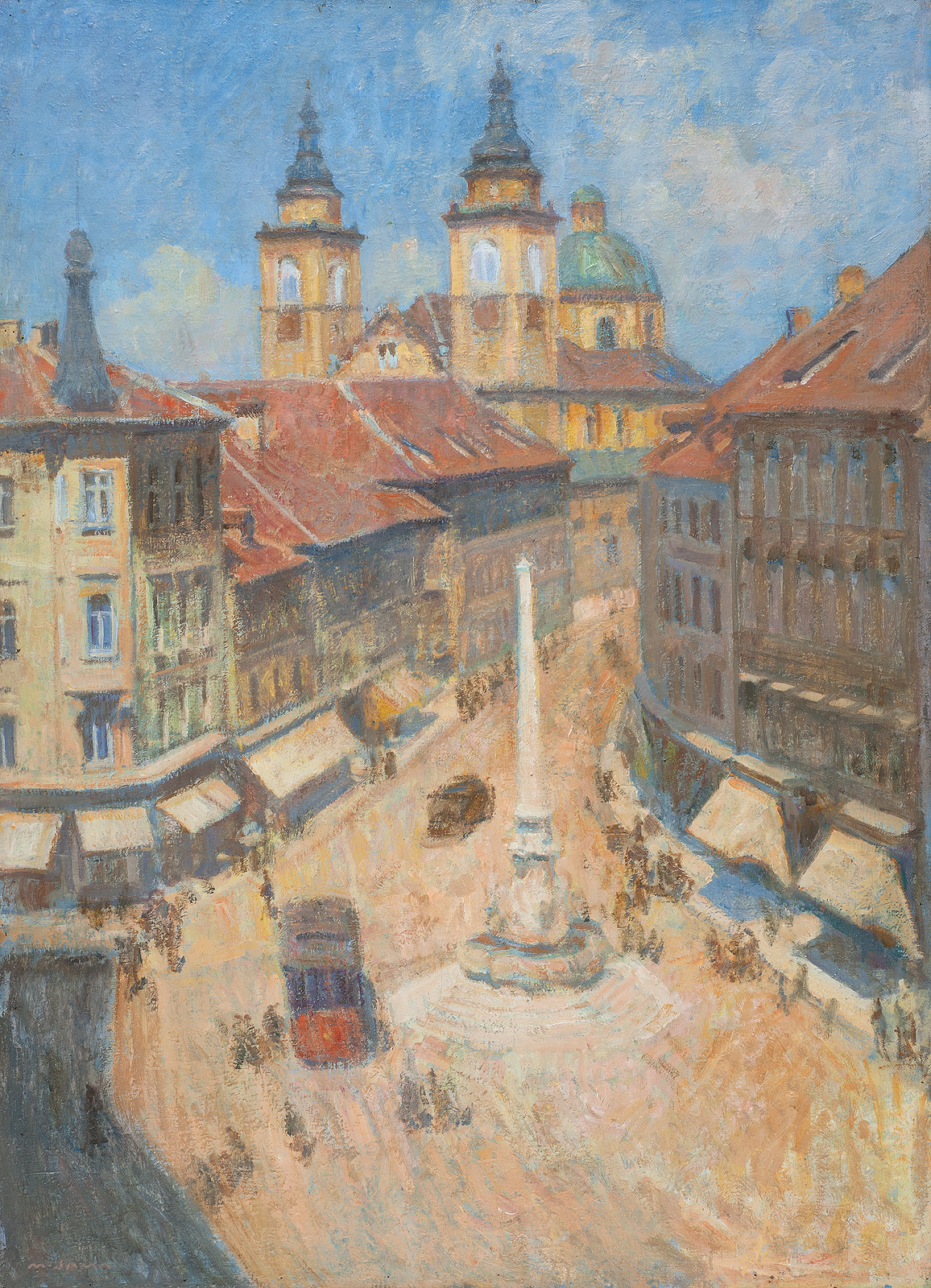
ca. 1936 - Šenklavž z Robbovim vodnjakom (vert. Sint-Nicolaas en de fontein van Robba)

- Gemeinsame Normdatei: 1012676285
- International Standard Name Identifier: 0000 0001 2017 9472
- Library of Congress Control Number: nr00036671
- MusicBrainz: ee39feb5-af81-4d0a-a31f-396e3e5d8b4e
- Nationale Bibliotheek van Tsjechië: js2013748016
- Virtual International Authority File: 46603225
- WorldCat: E39PBJcwymQVBgYRpDbj3wkMT3